# Idionyx iida
Idionyx iida är en trollsländeart som beskrevs av Hamalainen 2002. Idionyx iida ingår i släktet Idionyx och familjen skimmertrollsländor. IUCN kategoriserar arten globalt som livskraftig. Inga underarter finns listade i Catalogue of Life.